# Díváli
A díváli (más néven dípávali, (Dévanágari:दिवाली) a fények ünnepe. A hindu vallás egyik legjelentősebb ünnepe, amelyről a szikh és dzsaina vallásúak is megemlékeznek.
A hindu holdnaptár kárttika hónapjában (október-november) az újhold napjára esik.
Este lámpásokat gyújtanak, kiteszik őket az ablakba, hogy Laksmi istennő, aki a gazdagság és jólét istennője, megtalálja az utat a házhoz. Laksmi a fények ünnepén házról-házra jár, és megáld minden szépen kivilágított házat. Mindenki birtokolni akarja, de senkinél sem marad sokáig.
Laksmi istennő a Dívali alkalmával Gruhalaksmi is, azaz tökéletes háziasszony formájában van jelen. Ezért ilyenkor a háziasszonyok ajándékot kapnak, valami olyasmit, amit a konyhában vagy a vendégek fogadásánál tudnak használni. Ez is azt segíti, hogy a jólét megalapozódjon a házban. Ilyenkor sokat sütnek-főznek, nagyon sokféle édesség is kerül az asztalokra.
A Dívali nemcsak az anyagi jólét ünnepe, hanem a spirituális fényé és felemelkedésé is. Ilyenkor az Istennő Mahálaksmi (mahá=nagy) formáját is tisztelik, aki segít elűzni a tudatlanság sötétségét, és segíti az embereket a megvilágosodás, lelki felemelkedés útján.